# Marayoor
Marayoor oder Marayur ist ein etwa 12.000 Einwohner zählender Ort in Kerala in Indien. Wegen seiner Höhenlage und seiner reizvollen landschaftlichen Umgebung ist er bei indischen Urlaubern und Hochzeitspaaren beliebt.

## Lage
Marayoor liegt in einem von Bergen umgebenen Hochtal der Kardamomberge, einem Teil der Westghats, in einer Höhe von ca. 1000 m. Im westlich von Marayoor gelegenen Bergland entspringt der Pambar, der in Tamil Nadu Amaravathi River genannt wird und letztlich in den Kaveri mündet. Die Stadt Munnar befindet sich etwa 40 km (Fahrtstrecke) südwestlich.

## Wirtschaft
Die meisten Einwohner der Region leben direkt oder indirekt von der Landwirtschaft. Früher wurden hier auch Sandelholzbäume angepflanzt. Die Kleinstadt selbst ist Zentrum eines großen Zuckerrohr-Anbaugebietes. In zahlreichen Kleinbetrieben wird der unraffinierte Saft zu Jaggery-Klumpen eingedickt.

## Geschichte
Der örtlichen Überlieferung zufolge lässt sich die Geschichte der Stadt wegen der zahlreichen ‚Dolmen‘ in ihrer Umgebung bis in die Steinzeit zurückverfolgen. Historisch ist jedoch nur belegt, dass in den Zeiten Tipu Sultans (reg. 1782–1799) tamilische Siedler aus den östlich benachbarten Regionen hierhin kamen.

## Sehenswürdigkeiten

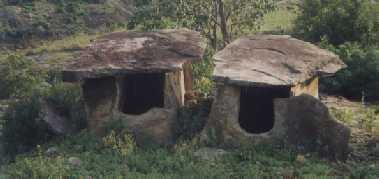
„Dolmen“

- Außer der reizvollen landschaftlichen Umgebung, in der mehrere Nationalparks eingerichtet wurden, bietet die Stadt selbst kaum Sehenswürdigkeiten.
- In ihrer Umgebung befinden sich mehrere dolmenähnliche Bauten (muniyaras), über deren ehemalige Bedeutung und Funktion Unklarheit besteht. Einige halten sie für steinzeitliche Grabanlagen, andere für mittelalterliche oder frühneuzeitliche primitive Behausungen von Einsiedlern und anderen „Heiligen Männern“ (sadhus). Viele der üblicherweise aus vier senkrechten Steinplatten (Orthostaten) und einer Deckplatte bestehenden Bauten verfügen über große Türöffnungen mit Schwellen.
- Außerdem existieren sowohl figürliche als auch abstrakt-geometrische Felsmalereien im westlich gelegenen Ortsteil Attala. Andere befinden sich beim 5 km südlich gelegenen Ort Kovilkadavu.